# Gunnar Nielsen
Niels Gunnar Nielsen (ur. 25 marca 1928 w Kopenhadze, zm. 29 maja 1985 tamże) – lekkoatleta duński, średniodystansowiec.

## Osiągnięcia
- 4. miejsce podczas igrzysk olimpijskich (bieg na 800 metrów, Helsinki 1952)
- srebrny medal mistrzostw Europy (bieg na 1500 metrów, Berno 1954)
- 10. lokata na igrzyskach olimpijskich (bieg na 1500 metrów, Melbourne 1956)
- rekordy świata na różnych dystansach
- 13 złotych medali mistrzostw Danii

## Rekordy życiowe
- bieg na 800 metrów – 1:47,5 (1955)
- bieg na 880 jardów – 1:48,6 (1954)
- bieg na 1000 metrów – 2:20,5 (1955)
- bieg na 1500 metrów – 3.40,8 (1955)
- bieg na milę – 3:59,1 (1956)
- bieg na 3000 metrów – 8:12,6 (1956)
- bieg na milę (hala) – 4:03,6 (1955)